# Sargento primero
Sargento primero es un rango militar de los ejércitos de tierra, aire y de algunas armadas, que es ostentado por un oficial no comisionado o suboficial. En comparación con el sistema naval, su equivalente es el grado de jefe suboficial sénior o puede llamarse igual, dependiendo del país.
El sargento primero es el grado de oficial no comisionado más alto, dirigiendo un grupo numeroso de soldados, mandados por sargentos que responden ante él. No obstante, se considera superior el rango de sargento mayor, que es el sargento primero de los sargentos primeros. La insignia es similar a la de un sargento mayor, pero con un rombo en el centro (ejército estadounidense).
En el ámbito de los países que forman parte de la OTAN, al grado de sargento primero le corresponde el código OR-7 según la norma STANAG 2116 que estandariza los grados del personal militar.

## América

### Argentina
Sargento primero es el 4.º grado de los suboficiales y 1.er grado de suboficial superior, antecede al sargento y precede al sargento ayudante.
En el Ejército Argentino y la Gendarmería Nacional Argentina es: sargento primero.
En la Armada Argentina, cambia el nombre: suboficial segundo.
En la Fuerza Aérea Argentina es: suboficial auxiliar.
En el Servicio Penitenciario y la Prefectura Naval Argentina es: ayudante de segunda.
Tomando como base el Ejército Argentino, los grados de suboficiales son:
Suboficiales Superiores:
- Suboficial mayor
- Suboficial principal
- Sargento ayudante
- Sargento primero

Suboficiales Subalternos:
- Sargento
- Cabo primero
- Cabo

### Chile
| Rango      | Ejército de Chile | Armada de Chile | Fuerza Aérea de Chile | Carabineros de Chile | Gendarmería de Chile |
| ---------- | ----------------- | --------------- | --------------------- | -------------------- | -------------------- |
| Suboficial | Sargento 1.º      | Sargento 1.º    | Sargento 1.º          | Sargento 1.º         | Sargento 1.º         |
|            |                   |                 |                       |                      |                      |

### Colombia
Sargento primero es el grado dentro de los suboficiales, de las Fuerzas Militares y la Policía Nacional, inmediatamente inferior al de Sargento Mayor e inmediatamente superior al de Sargento Viceprimero. En el Nivel Ejecutivo de la Policía Nacional, es equivalente al grado de Subcomisario.

Insignia de SP Sargento Primero Ejército de Colombia.
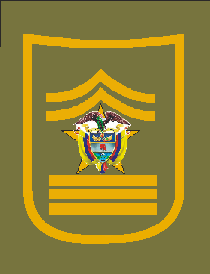
Insignia de SC Subcomisario de la Policía Nacional.

### España
En España, el sargento primero es un empleo militar comprendido en la categoría de suboficiales, superior al de sargento e inferior al de brigada. Se asciende por antigüedad. Sus cometidos son prácticamente los mismos que los de su inmediato inferior, el sargento; al igual que este mandan un pelotón. Su divisa son 3 franjas o líneas amarillas y 1 ángulo con bordes (ribetes) rojos (Tierra) o verdes (Aire).

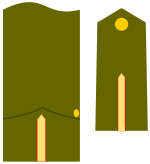
Divisa sargento primero Ejército de Tierra (1931-1934)
Divisa sargento primero Ejército de Tierra 1960-
Divisa sargento primero Armada
Divisa sargento primero Infantería de Marina
Divisa sargento primero Ejército del Aire
Divisa sargento primero Guardia Civil

### México
En México el rango de «sargento primero» constituye una las clases inferiores del escalafón militar. En el Ejército mexicano, es superior al sargento segundo e inferior a subteniente. En la Fuerza área tiene exactamente la misma equivalencia en los rangos inferior y superior, respectivamente.
| Ejército Mexicano | Fuerza Aérea Mexicana | Armada de México             | Guardia Nacional de México |
| Sargento Primero  | Sargento Primero      | Equivalente: Segundo Maestre | Equivalente: Agente Mayor  |